# Asociación Triángulo Rosa
Asociación Triángulo Rosa fue una asociación defensora de derechos humanos pionera en la diversidad sexual de Costa Rica.

## Historia
En los años 90 Costa Rica vivía un incipiente reconocimiento jurídico de los derechos de las personas LBTIQ+. En 1990 el Comité Costarricense de Derechos Humanos y la Corte Suprema de Justicia garantizaron el derecho de organización a las organizaciones que trabajaran la diversidad sexual en ese territorio. 
Es en ese contexto en 1991 nació la asociación GAYPOA-Abraxas fundada por el activista Francisco Madrigal con el fin de defender los derechos humanos de las personas gays y lesbianas. Madrigal se organizaba y reunía con otras personas de la comunidad LBTIQ+ en el parque de San Pedro de Poás. Previo a dicho sitio buscaron reunirse en sitios como restaurantes en donde tenían que hacerlo de manera discreta. Luego de varios episodios de violencia homofóbica y de ataques a la casa de Francisco Madrigal, decidieron salir de San Pedro de Poás hacia Alajuela y San José.
La asociación cambió de nombre a Asociación Triángulo Rosa y estableció sedes en Alajuela, Limón y San José, buscando su registro como una asociación con personería jurídica en el Registro Nacional de Costa Rica –órgano registral costarricense–. Su decisión fue obstaculizada por las autoridades, por lo que los peticionarios acudieron ante la Defensoría de los Habitantes de la República de Costa Rica a impugnar el impedimento. Dicho organismo emitió en 1995 una recomendación a la Coordinación del Registro de Asociaciones a dar paso al trámite, mismo que ocurrió en 1995. Esta asociación fue organizadora en 1998 de la Primera Conferencia Centroamericana de Gais y Lesbianas.
La organización desapareció ante el fuerte desgaste sufrido por su actividad pública y pionera, reagrupándose algunos de sus integrantes en 1999 en el Centro de Investigación y Promoción para América Central de Derechos Humanos.